# Cassiano
Cassiano  è un nome proprio di persona italiano maschile.

## Varianti
- Femminile: Cassiana[1][2]

### Varianti in altre lingue
- Basco: Kasen[5]
- Catalano: Cassià[5], Cassà[5]
- Ceco: Kasián
- Croato: Kasijan
- Francese: Cassien[4]
- Galiziano: Casiano[5]
- Inglese: Cassian[4][6]
- Latino: Cassianus[1][3][4][5][6]
  - Femminili: Cassiana[1]
- Polacco: Kasjan
- Portoghese: Cassiano[4]
- Russo: Касьян (Kas'jan)
- Spagnolo: Casiano[5], Cassiano[4]
- Tedesco: Kassian[4]
- Ungherese: Kasszián

## Origine e diffusione
Deriva dal gentilizio latino Cassianus, patronimico di Cassius; il significato è quindi "appartenente a Cassio", "relativo a Cassio".
In Italia, la sua presenza è dovuta al culto verso i diversi santi con questi nome, in particolare i due martiri di Imola e Todi; è comunque scarsamente diffuso, maggiormente attestato in Toscana ed Emilia-Romagna.

## Onomastico
Vari santi hanno portato questo nome; l'onomastico si può festeggiare in memoria di uno qualsiasi di essi, alle date seguenti:
- 4 maggio, san Cassiano di Novellara, vescovo e martire con altri compagni sotto Diocleziano[7]
- 20 luglio, san Cassiano, abate di San Saba[7]
- 23 luglio, san Giovanni Cassiano, sacerdote e fondatore di monasteri[7]
- 5 agosto, san Cassiano, vescovo di Autun[7]
- 7 agosto, beato Cassiano Vaz López-Netto, detto "da Nantes", sacerdote cappuccino, martire con altri compagni a Gondar sotto Fasilide[7]
- 11 agosto, san Cassiano, vescovo di Benevento[7]
- 13 agosto, san Cassiano, martire a Imola sotto Giuliano l'Apostata, patrono di Città del Messico[4][7]
- 13 agosto, san Cassiano, vescovo di Todi e martire sotto Diocleziano[7]
- 3 dicembre, san Cassiano, martire a Tangeri, protettori degli stenografi[5][6][7]

## Persone
- Cassiano, cantautore brasiliano
- Cassiano di Imola, martire

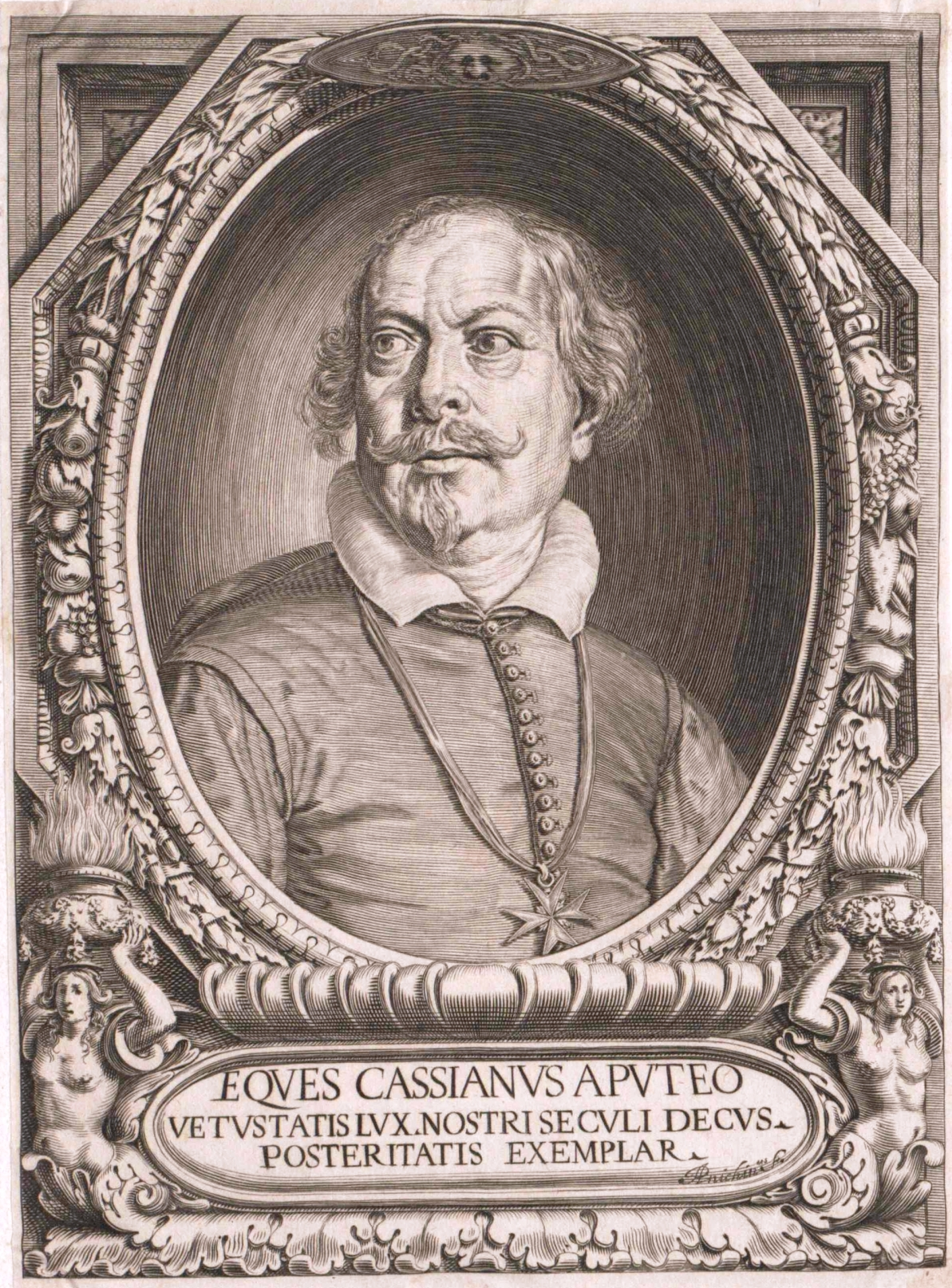
Cassiano dal Pozzo

- Cassiano da Nantes, religioso francese
- Cassiano Basso, detto Scolastico, agronomo greco antico
- Cassiano Beligatti, religioso italiano
- Cassiano dal Pozzo, viaggiatore e collezionista d'arte italiano
- Cassiano Dias Moreira, calciatore brasiliano
- Cassiano Ricardo, poeta, giornalista e saggista brasiliano

### Varianti
- Casiano Céspedes, calciatore paraguaiano
- Casiano Chavarría, calciatore boliviano
- Kassian Lauterer, abate austriaco